# Industrijsko vlasništvo
Industrijsko vlasništvo je skupni pojam koji obuhvaća prava kojima proizvođači štite od konkurenata svoje poslovne interese, položaj na tržištu i sredstva uložena u istraživanje, razvoj i promociju. 
Industrijsko vlasništvo obuhvaća:
- patente,
- žigove (zaštitne znakove),
- industrijski dizajn,
- oznake zemljopisnog podrijetla i oznake izvornosti,
- topografiju poluvodičkih proizvoda.

## Poveznice
- Intelektualno vlasništvo